# In barca a vela contromano
In barca a vela contromano (dt.: Verkehrt herum segeln; englischer Titel Physical Jerks) ist eine italienische Komödie aus dem Jahr 1997 unter der Regie von Stefano Reali. Es handelt sich um eine Adaption einer halb-autobiographischen Komödie Realis.

## Handlung
Der dreißigjährige Massimo wird für eine Knieoperation in ein Krankenhaus in Rom eingeliefert. Luigi, sein Zimmergenosse, ist seit Jahren wegen einiger falscher Operationen im Krankenhaus.